# Русальсько
Руса́льсько (болг. Русалско) — село в Кирджалійській області Болгарії. Входить до складу общини Ардино.

## Населення
За даними перепису населення 2011 року у селі проживали 48 осіб, з них 47 осіб (97,9%) — турки.
Розподіл населення за віком у 2011 році:
Динаміка населення: